# One Way or Another (Teenage Kicks)
"One Way or Another (Teenage Kicks)" é uma canção gravada pela banda britânica One Direction, lançada em 17 de fevereiro de 2013 como um single de caridade para a Comic Relief. É um medley da canção "One Way or Another" da banda Blondie e "Teenage Kicks" de The Undertones.

## Antecedentes e recepção
Antes de seu lançamento, uma versão inicial da canção vazou na internet, para o desespero da banda e de sua gravadora Syco Music. Um porta-voz disse ao jornal britânico Daily Mirror que "é muito decepcionante a música ter vazado, e estamos investigando o assunto".
O single recebeu aclamação geral dos críticos da música. Robert Copsey do website Digital Spy, elogiou a canção a chamando de "inegavelmente divertida", e afirmou que "as letras contém uma melodia de pop rock com um refrão tranquilizador". Copsey finalizou dizendo que "esse single será ótimo para arrecadar lucros para a Comic Relief".Bill Lamb do portal About.com, chamou o single de "um forte desempenho", e o avaliou dizendo que "o Na Na Na da canção e o seu refrão é um forte prazer para os adolescentes em geral, exatamente inspirador". No entanto, Lamb também observou que "liricamente, One Way or Another é quase uma canção sobre perseguição, e que pode ser um pouco assustador vindo de jovens masculinos".
Jessica Sager do website PopCrush, resumiu a canção como "cativante, divertida e que soa exatamente como One Direction deve soar". Sager ainda acrescentou dizendo que "os vocais solo de Louis Tomlinson na canção são simplesmente fenomenais".Jenna Rubenstein da MTV, avaliou a canção e disse: "A versão de One Way or Another da One Direction tem uma ótima vibração, e com a sensibilidade do pop rock".

## Desempenho comercial
A canção estreou na primeira posição da UK Singles Chart em 24 de fevereiro de 2013, vendendo pouco mais de 113 mil cópias em sua primeira semana, sendo uma das maiores vendas na primeira semana de qualquer música do Reino Unido em 2013."One Way or Another (Teenage Kicks)" é o terceiro single número um da One Direction no Reino Unido.Em março de 2013, a canção já havia vendido mais de 292 mil cópias em território britânico.

## Videoclipe
O videoclipe de "One Way or Another (Teenage Kicks)" foi filmado em Gana, Tóquio, Londres, Nova York e em 10 Downing Street.O clipe foi lançado em 20 de fevereiro de 2013.

## Apresentações ao vivo
No dia 20 de fevereiro de 2013 a música foi interpretada na cerimónia BRIT Awards.O grupo também cantou a música ao vivo em 15 de Março de 2013, durante a maratona Comic Relief.

## Desempenho nas paradas
| Tabelas musicais (2013)                        | Melhor posição |
| ---------------------------------------------- | -------------- |
| O campo songid é OBRIGATÓRIO PARA PARADA ALEMÃ | 22             |
| Austrália (ARIA)                               | 3              |
| Áustria (Ö3 Austria Top 75)                    | 12             |
| Bélgica (Ultratop 50 de Flandres)              | 5              |
| Bélgica (Ultratop 50 da Valônia)               | 12             |
| Canadá (Canadian Hot 100)                      | 9              |
| Dinamarca (Hitlisten)                          | 1              |
| Escócia (Scottish Singles Chart)               | 1              |
| Eslováquia (Rádio Top 100)                     | 4              |
| Espanha (PROMUSICAE)                           | 4              |
| Estados Unidos (Billboard Hot 100)             | 13             |
| Finlândia (Finnish Download Chart)             | 1              |
| França (SNEP)                                  | 17             |
| Grécia (Billboard)                             | 2              |
| Hungria (Single Top 40)                        | 6              |
| Irlanda (IRMA)                                 | 1              |
| Israel (Media Forest)                          | 8              |
| Itália (FIMI)                                  | 4              |
| Noruega (VG-lista)                             | 12             |
| Nova Zelândia (Recorded Music NZ)              | 3              |
| Países Baixos (Dutch Top 40)                   | 1              |
| Polónia (Polish Airplay Top 100)               | 1              |
| Reino Unido (UK Singles Chart)                 | 1              |
| República Checa (Rádio Top 100)                | 4              |
| Roménia (Romanian Top 100)                     | 80             |
| Suécia (Sverigetopplistan)                     | 28             |
| Suíça (Schweizer Hitparade)                    | 7              |
| Turquia (Turkish Singles Chart)                | 2              |

| País/Associação       | Certificação | Vendas   |
| --------------------- | ------------ | -------- |
| Austrália - ARIA      | Platina      | 70,000+  |
| Bélgica - BEA         | Ouro         | 15,000+  |
| Dinamarca - IFPI      | Ouro         | 15,000+  |
| Estados Unidos - RIAA | Ouro         | 500,000+ |
| Itália - FIMI         | Ouro         | 15,000+  |
| Noruega - IFPI        | Platina      | 10,000+  |
| Nova Zelândia - RIANZ | Ouro         | 7,500+   |

## Histórico de lançamento
| País           | Data                    | Formato          | Gravadora                |
| -------------- | ----------------------- | ---------------- | ------------------------ |
| Estados Unidos | 17 de fevereiro de 2013 | Download digital | Sony Music Entertainment |
| Reino Unido    | 17 de fevereiro de 2013 | Download digital | Sony Music Entertainment |
| Reino Unido    | 18 de fevereiro de 2013 | CD single        | Sony Music Entertainment |